# Pero incompta
Pero incompta là một loài bướm đêm trong họ Geometridae.